# Lignes 18
Lignes 18 était le réseau de transport du département du Cher, en région Centre-Val de Loire remplacé, le 1er septembre 2017 par le Réseau de mobilité interurbaine, abrégé en Rémi à la suite de la reprise de la compétence des transports interurbains par la région.

## Géographie
Le réseau de transport Lignes 18 couvre le département du Cher à l'aide de dix lignes de cars. Sur toutes ces lignes, neuf lignes se croisent à la gare routière du Prado au centre de Bourges qui est le pôle d'échange du réseau. La seule ligne ne passant pas par Bourges est la ligne 235 reliant Vierzon à Vatan, en partie dans le département de l'Indre. Autrefois, la ligne 238 était la 11e ligne du réseau, reliant Montluçon à Châteauroux, ne passant pas non plus pas Bourges. Celle-ci a été supprimée en 2014.

## Histoire
En 2007, Lignes 18 remplace l'ancien Réseau Vert. Progressivement, tous les véhicules obtiennent la livrée jaune Lignes 18. Le nouveau réseau Lignes 18 permet d'obtenir de meilleures conditions de confort, de meilleurs temps de parcours et d'attente et des prix plus attractifs. En 2007, la fréquentation a augmenté de 80 % par rapport à l'ancien système Réseau Vert. Lignes 18 Scolaires est une déclinaison pour les transports scolaires, les livrées sont les mêmes. En 2014, le réseau est restructuré portant le nombre de lignes à 10.
Le 1er septembre 2017, le réseau Lignes 18 disparaîtra au profit du Réseau de mobilité interurbaine, abrégé en Rémi à la suite de la reprise de la compétence des transports interurbains par la région.

## Parc de véhicules
Le réseau est composé des principaux types de véhicules suivant : 
- Pour les lignes régulières : les Mercedes-Benz Intouro, les Renault FR1, Van Hool T18 CL ainsi que Iveco Crossway, Ixer et Recreo.
- Pour les lignes scolaires : les Irisbus Récréo (ancienne et nouvelle génération) et les Van Hool T18 CL.

## Transporteurs
Les principaux transporteurs du réseau sont EuropVoyages 18 et Autocars Bodeau. Cependant, les services scolaires et de rabattement se font par les sociétés STI Centre,  (anciennement Socetra Centre), filiale du groupe RATP et Keolis Centre (anciennement Cariane Centre). Jusqu'en mai 2014, ces deux compagnies assuraient aussi l'exploitation du réseau régulier en lieu et place des compagnies citées plus haut.

## Réseau
Le réseau est composé de lignes régulières, de transports à la demande de rabattement et de navettes de marché. Toutes les communes du département sont desservies par au moins un de ces trois systèmes. Il est géré et financé par le conseil départemental du Cher.

### Les lignes régulières
Elles sont au nombre de dix.
| Ligne | Caractéristiques | Caractéristiques                                 | Caractéristiques                                 | Caractéristiques                                 | Caractéristiques                                 | Caractéristiques                                 | Caractéristiques                                 | Caractéristiques                                 | Caractéristiques                                 |
| 100   | Argent-sur-Sauldre ⥋ Bourges | Argent-sur-Sauldre ⥋ Bourges                     | Argent-sur-Sauldre ⥋ Bourges                     | Argent-sur-Sauldre ⥋ Bourges                     | Argent-sur-Sauldre ⥋ Bourges                     | Argent-sur-Sauldre ⥋ Bourges                     | Argent-sur-Sauldre ⥋ Bourges                     | Argent-sur-Sauldre ⥋ Bourges                     | Argent-sur-Sauldre ⥋ Bourges                     |
| ----- | --- | ------------------------------------------------ | ------------------------------------------------ | ------------------------------------------------ | ------------------------------------------------ | ------------------------------------------------ | ------------------------------------------------ | ------------------------------------------------ | ------------------------------------------------ |
| 100   | Ouverture / Fermeture — / — | Longueur 55 km                                   | Durée 1 h 17 min                                 | Nb. d’arrêts —                                   | Matériel Autocars                                | Jours de fonctionnement L, Ma, Me, J, V, S       | Jour / Soir / Nuit / Fêtes O / — / N / N         | Voy. / an —                                      | Transporteur Europ Voyages 18                    |
| 100   | Desserte : Bourges, Fussy, St-Georges-sur-Moulon, St-Martin-d'Auxigny, Saint Palais, Mery-es-Bois, La Chapelle D'Angillon, Quantilly, Aubigny sur Nère, Argent sur Sauldre.                                  |                                                  |                                                  |                                                  |                                                  |                                                  |                                                  |                                                  |                                                  |
| 100   | Autre : |                                                  |                                                  |                                                  |                                                  |                                                  |                                                  |                                                  |                                                  |
| 100   | Dernière actualisation : — |                                                  |                                                  |                                                  |                                                  |                                                  |                                                  |                                                  |                                                  |
| 105   | Henrichemont ⥋ Bourges | Henrichemont ⥋ Bourges                           | Henrichemont ⥋ Bourges                           | Henrichemont ⥋ Bourges                           | Henrichemont ⥋ Bourges                           | Henrichemont ⥋ Bourges                           | Henrichemont ⥋ Bourges                           | Henrichemont ⥋ Bourges                           | Henrichemont ⥋ Bourges                           |
| 105   | Ouverture / Fermeture — / — | Longueur —                                       | Durée 56 min                                     | Nb. d’arrêts —                                   | Matériel Autocars                                | Jours de fonctionnement L, Ma, Me, J, V, S       | Jour / Soir / Nuit / Fêtes O / — / N / N         | Voy. / an —                                      | Transporteur Europ Voyages 18                    |
| 105   | Desserte : Achères, Bourges, Henrichemont, Ivoy le Pré, Menetou Salon, Quantilly, St-Georges sur Moulon, St Martin D'auxigny, St Palais, Vignoux sous les Aix.                                               |                                                  |                                                  |                                                  |                                                  |                                                  |                                                  |                                                  |                                                  |
| 105   | Autre : |                                                  |                                                  |                                                  |                                                  |                                                  |                                                  |                                                  |                                                  |
| 105   | Dernière actualisation : — |                                                  |                                                  |                                                  |                                                  |                                                  |                                                  |                                                  |                                                  |
| 110   | Cosne-Cours-sur-Loire ⥋ Bourges | Cosne-Cours-sur-Loire ⥋ Bourges                  | Cosne-Cours-sur-Loire ⥋ Bourges                  | Cosne-Cours-sur-Loire ⥋ Bourges                  | Cosne-Cours-sur-Loire ⥋ Bourges                  | Cosne-Cours-sur-Loire ⥋ Bourges                  | Cosne-Cours-sur-Loire ⥋ Bourges                  | Cosne-Cours-sur-Loire ⥋ Bourges                  | Cosne-Cours-sur-Loire ⥋ Bourges                  |
| 110   | Ouverture / Fermeture — / — | Longueur —                                       | Durée 1 h 40 min                                 | Nb. d’arrêts —                                   | Matériel Autocars                                | Jours de fonctionnement L, Ma, Me, J, V, S       | Jour / Soir / Nuit / Fêtes O / — / N / N         | Voy. / an —                                      | Transporteur Europ Voyages 18                    |
| 110   | Desserte : Azy, Bourges, Bué, Cosne Cours sur Loire, Etréchy, Les Aix d'Angillon, Ménétreol sous Sancerre, Montigny, Moulins sur Yèvres, Rians, St Germain du Puy, St Satur, St Solange, Sancerre, Veaugues. |                                                  |                                                  |                                                  |                                                  |                                                  |                                                  |                                                  |                                                  |
| 110   | Autre : |                                                  |                                                  |                                                  |                                                  |                                                  |                                                  |                                                  |                                                  |
| 110   | Dernière actualisation : — |                                                  |                                                  |                                                  |                                                  |                                                  |                                                  |                                                  |                                                  |
| 120   | La Charité-sur-Loire ⥋ Bourges | La Charité-sur-Loire ⥋ Bourges                   | La Charité-sur-Loire ⥋ Bourges                   | La Charité-sur-Loire ⥋ Bourges                   | La Charité-sur-Loire ⥋ Bourges                   | La Charité-sur-Loire ⥋ Bourges                   | La Charité-sur-Loire ⥋ Bourges                   | La Charité-sur-Loire ⥋ Bourges                   | La Charité-sur-Loire ⥋ Bourges                   |
| 120   | Ouverture / Fermeture — / — | Longueur —                                       | Durée 1 h 30 min                                 | Nb. d’arrêts —                                   | Matériel Autocars                                | Jours de fonctionnement L, Ma, Me, J, V, S       | Jour / Soir / Nuit / Fêtes O / — / N / N         | Voy. / an —                                      | Transporteur Europ Voyages 18                    |
| 120   | Desserte : Bourges, Brécy, Charentonnay, Couy, Herry, La Chapelle Montlinard, La Charité sur Loire, Nohant en Goût, St Germain du Puy, St Martin au Champ, Sancergues.                                       |                                                  |                                                  |                                                  |                                                  |                                                  |                                                  |                                                  |                                                  |
| 120   | Autre : |                                                  |                                                  |                                                  |                                                  |                                                  |                                                  |                                                  |                                                  |
| 120   | Dernière actualisation : — |                                                  |                                                  |                                                  |                                                  |                                                  |                                                  |                                                  |                                                  |
| 145   | Sancoins ⥋ Bourges | Sancoins ⥋ Bourges                               | Sancoins ⥋ Bourges                               | Sancoins ⥋ Bourges                               | Sancoins ⥋ Bourges                               | Sancoins ⥋ Bourges                               | Sancoins ⥋ Bourges                               | Sancoins ⥋ Bourges                               | Sancoins ⥋ Bourges                               |
| 145   | Ouverture / Fermeture — / — | Longueur —                                       | Durée 1 h 25 min                                 | Nb. d’arrêts —                                   | Matériel Autocars                                | Jours de fonctionnement L, Ma, Me, J, V, S       | Jour / Soir / Nuit / Fêtes O / — / N / N         | Voy. / an —                                      | Transporteur Autocars Bodeau                     |
| 145   | Desserte : Annoix, Blet, Bourges, Bussy, Chalivoy Milon, Dun sur Auron, St Denis de Palin, St Just, Sancoin.                                                                                                 |                                                  |                                                  |                                                  |                                                  |                                                  |                                                  |                                                  |                                                  |
| 145   | Autre : |                                                  |                                                  |                                                  |                                                  |                                                  |                                                  |                                                  |                                                  |
| 145   | Dernière actualisation : — |                                                  |                                                  |                                                  |                                                  |                                                  |                                                  |                                                  |                                                  |
| 150   | Châteaumeillant ↔ Saint-Amand-Montrond ⥋ Bourges | Châteaumeillant ↔ Saint-Amand-Montrond ⥋ Bourges | Châteaumeillant ↔ Saint-Amand-Montrond ⥋ Bourges | Châteaumeillant ↔ Saint-Amand-Montrond ⥋ Bourges | Châteaumeillant ↔ Saint-Amand-Montrond ⥋ Bourges | Châteaumeillant ↔ Saint-Amand-Montrond ⥋ Bourges | Châteaumeillant ↔ Saint-Amand-Montrond ⥋ Bourges | Châteaumeillant ↔ Saint-Amand-Montrond ⥋ Bourges | Châteaumeillant ↔ Saint-Amand-Montrond ⥋ Bourges |
| 150   | Ouverture / Fermeture — / — | Longueur —                                       | Durée 1 h 50 min                                 | Nb. d’arrêts —                                   | Matériel Autocars                                | Jours de fonctionnement L, Ma, Me, J, V, S       | Jour / Soir / Nuit / Fêtes O / — / N / N         | Voy. / an —                                      | Transporteur Autocars Bodeau                     |
| 150   | Desserte : Bourges, Bouzais, Bruère Allichamps, Châteaumeillant, Le Châtelet, Levet, Lissay Lochy, Loye sur Arnon, St Amand Montrond.                                                                        |                                                  |                                                  |                                                  |                                                  |                                                  |                                                  |                                                  |                                                  |
| 150   | Autre : |                                                  |                                                  |                                                  |                                                  |                                                  |                                                  |                                                  |                                                  |
| 150   | Dernière actualisation : — |                                                  |                                                  |                                                  |                                                  |                                                  |                                                  |                                                  |                                                  |
| 160   | Lignières ⥋ Bourges | Lignières ⥋ Bourges                              | Lignières ⥋ Bourges                              | Lignières ⥋ Bourges                              | Lignières ⥋ Bourges                              | Lignières ⥋ Bourges                              | Lignières ⥋ Bourges                              | Lignières ⥋ Bourges                              | Lignières ⥋ Bourges                              |
| 160   | Ouverture / Fermeture — / — | Longueur —                                       | Durée 2 h 10 min                                 | Nb. d’arrêts —                                   | Matériel Autocars                                | Jours de fonctionnement L, Ma, Me, J, V, S       | Jour / Soir / Nuit / Fêtes O / — / N / N         | Voy. / an —                                      | Transporteur Autocars Bodeau                     |
| 160   | Desserte : Bourges, Châteaumeillant, Chezal Benoît, Civray, Culan, La Châtelet, Lignières, Lunery, Mareuil sur Arnon, Morthommiers, Primelles, St Caprais, St Florent sur Cher, Villeneuve sur Cher.         |                                                  |                                                  |                                                  |                                                  |                                                  |                                                  |                                                  |                                                  |
| 160   | Autre : |                                                  |                                                  |                                                  |                                                  |                                                  |                                                  |                                                  |                                                  |
| 160   | Dernière actualisation : — |                                                  |                                                  |                                                  |                                                  |                                                  |                                                  |                                                  |                                                  |
| 185   | Vierzon ⥋ Bourges | Vierzon ⥋ Bourges                                | Vierzon ⥋ Bourges                                | Vierzon ⥋ Bourges                                | Vierzon ⥋ Bourges                                | Vierzon ⥋ Bourges                                | Vierzon ⥋ Bourges                                | Vierzon ⥋ Bourges                                | Vierzon ⥋ Bourges                                |
| 185   | Ouverture / Fermeture — / — | Longueur 35 km km                                | Durée 1 h 06 min                                 | Nb. d’arrêts —                                   | Matériel Autocars                                | Jours de fonctionnement L, Ma, Me, J, V, S       | Jour / Soir / Nuit / Fêtes O / — / N / N         | Voy. / an —                                      | Transporteur Europ Voyages 18                    |
| 185   | Desserte : Allouis, Berry Bouy, Bourges, Mehun sur Yèvre, St Doulchard, Vierzon, Vignoux sur Barengeon. |                                                  |                                                  |                                                  |                                                  |                                                  |                                                  |                                                  |                                                  |
| 185   | Autre : |                                                  |                                                  |                                                  |                                                  |                                                  |                                                  |                                                  |                                                  |
| 185   | Dernière actualisation : — |                                                  |                                                  |                                                  |                                                  |                                                  |                                                  |                                                  |                                                  |
| 190   | Nançay ⥋ Bourges | Nançay ⥋ Bourges                                 | Nançay ⥋ Bourges                                 | Nançay ⥋ Bourges                                 | Nançay ⥋ Bourges                                 | Nançay ⥋ Bourges                                 | Nançay ⥋ Bourges                                 | Nançay ⥋ Bourges                                 | Nançay ⥋ Bourges                                 |
| 190   | Ouverture / Fermeture — / — | Longueur —                                       | Durée 1 h 12 min                                 | Nb. d’arrêts —                                   | Matériel Autocars                                | Jours de fonctionnement L, Ma, Me, J, V, S       | Jour / Soir / Nuit / Fêtes O / — / N / N         | Voy. / an —                                      | Transporteur Europ Voyages 18                    |
| 190   | Desserte : Allogny, Bourges, Nancay, Neuvy sur Barengeon, Vasselay. |                                                  |                                                  |                                                  |                                                  |                                                  |                                                  |                                                  |                                                  |
| 190   | Autre : |                                                  |                                                  |                                                  |                                                  |                                                  |                                                  |                                                  |                                                  |
| 190   | Dernière actualisation : — |                                                  |                                                  |                                                  |                                                  |                                                  |                                                  |                                                  |                                                  |
| 235   | Vatan ⥋ Bourges | Vatan ⥋ Bourges                                  | Vatan ⥋ Bourges                                  | Vatan ⥋ Bourges                                  | Vatan ⥋ Bourges                                  | Vatan ⥋ Bourges                                  | Vatan ⥋ Bourges                                  | Vatan ⥋ Bourges                                  | Vatan ⥋ Bourges                                  |
| 235   | Ouverture / Fermeture — / — | Longueur —                                       | Durée 1 h 05 min                                 | Nb. d’arrêts —                                   | Matériel Autocars                                | Jours de fonctionnement L, Ma, Me, J, V, S       | Jour / Soir / Nuit / Fêtes O / — / N / N         | Voy. / an —                                      | Transporteur Europe Voyages 18                   |
| 235   | Desserte : Gracay, Massay, Nohant en Gracay, Reboursin, St Hilaire de Cours, Vatan Vierzon. |                                                  |                                                  |                                                  |                                                  |                                                  |                                                  |                                                  |                                                  |
| 235   | Autre : |                                                  |                                                  |                                                  |                                                  |                                                  |                                                  |                                                  |                                                  |
| 235   | Dernière actualisation : — |                                                  |                                                  |                                                  |                                                  |                                                  |                                                  |                                                  |                                                  |

### Les lignes spécifiques
Lors du Printemps de Bourges, des navettes spécifiques sont mises en place pour le desservir. Elles circulent à l'aller en début d'après-midi et le retour se fait une demi-heure après la fin des concerts, au départ de la Gare Routière de Bourges.
L'accès y est libre, et le matériel utilisé est en grande majorité celui destiné au transport scolaire.

### Le transport à la demande de rabattement
Par souci de rapidité, les lignes régulières suivent un tracé direct. Le TADR permet aux habitants des communes situées à l'écart des lignes régulières de relier le centre de leur village au point de passage d'une ligne régulière le plus proche. Ce service doit obligatoirement être réservé auprès d'Allô Lignes 18 au plus tard la veille avant 17h.

### Les navettes de marché
Ces navettes permettent aux habitants de certaines communes de rejoindre une à deux fois par semaine et pour une demi-journée le gros bourg le plus proche, et ce directement depuis leur domicile. Le jour de fonctionnement est adapté au jour de marché du bourg concerné pour permettre aux usagers, notamment âgés, de faire leurs courses, démarches administratives et médicales etc. Comme le TADR, ce service doit être réservé au plus tard la veille avant 17h auprès d'Allô Lignes 18.

## Communes
Environ 35 communes sont desservis par le réseau Lignes 18.